# Lajpin
Lajpin (egyszerűsített kínai írással: 来宾市, pinjin:  Láibīn) prefektúra szintű város Kínában, Kuanghszi-Csuang Autonóm Terület tartományban. Lakosainak száma 2 074 611 fő (2020).

## Népesség
| 2018 | 2 233 900 |
| 2020 | 2 074 611 |